# ناک‌اوت‌جی‌اس
ناک‌اوت‌جی‌اس (انگلیسی: KnockoutJS) یک پیاده‌سازی مستقل الگوی Model-View-ViewModelدر زبان برنامه‌نویسی جاوااسکریپت است.